# Massimo Polledri
Massimo Polledri (Piacenza, 1º settembre 1961) è un politico italiano.

## Biografia
Dopo aver frequentato il Liceo scientifico a Piacenza, si è laureato in Medicina e Chirurgia e specializzato in neuropsichiatria infantile. Inizia la sua carriera politica entrando a far parte della Lega Nord, diventando prima segretario cittadino, poi segretario provinciale del partito.
Nel 2001 viene eletto alla Camera dei deputati, dove ottiene il ruolo di consulente in materia sanitaria per il partito e per la coalizione di governo. Nel 2006 viene rieletto, ma stavolta per il Senato della Repubblica, ed entra a far parte della commissione bilancio e della commissione sanità. Nel 2007 diviene consigliere comunale a Piacenza.
Nel 2008 riottiene l'elezione per la Camera dei deputati. Il 31 marzo 2011, con grande eco sui media, viene richiamato dal Presidente della Camera per un'offesa alla deputata disabile Ileana Argentin del Partito Democratico, successivamente scusandosi.
Il 23 giugno 2011 durante la diretta radiofonica della trasmissione Agorà il deputato leghista ha rivolto sottovoce la frase "se ci caliamo le braghe noi, può esserci una bella sorpresa per te" alla deputata del Partito Democratico Pina Picierno la quale, dopo aver sentito la frase, ha risposto dicendo "Sono cose che non dovrebbero accadere in un confronto politico civile. Polledri fa lo psichiatra, ma credo che dovrebbe essere lui a farsi curare. Spero che non lo invitino più in nessuna trasmissione".
Lunedì 4 giugno 2012 dichiarò durante una trasmissione di Radio 24, La Zanzara: «L'omosessualità è una condizione di infelicità che può essere reversibile». «È una situazione di identità sessuale distonica. Non è una malattia ma in quella situazione si può stare male e qualcuno si rivolge a uno psicologo: tre su dieci poi sono stati meglio, ne traggono beneficio. Se i miei figli fossero gay non sarei contento - continua Polledri a Radio 24 - sarebbe come se mia figlia mi dicesse mi faccio suora o mi sposo con un marocchino. Anzi, questo sarebbe uno dei peggiori casi che possano capitare»..
Dopo i contrasti con il partito emersi nel 2013, è stato espulso nel 2015, apprendendo del provvedimento dalla trasmissione radiofonica La Zanzara di Radio 24. Poche settimane dopo, però, è stato reintegrato nel partito da Umberto Bossi.
Nel 2017 diventa assessore assessore del Comune di Piacenza con deleghe a Promozione attività sportiva, Politiche della famiglia, Promozione Turistica, Turismo Sociale, Politiche Culturali e valorizzazione del patrimonio artistico-culturale. Nel 2018 il sindaco di Piacenza, Patrizia Barbieri gli revoca la carica di assessore comunale per «comportamento troppo personalistico».